# 텐구

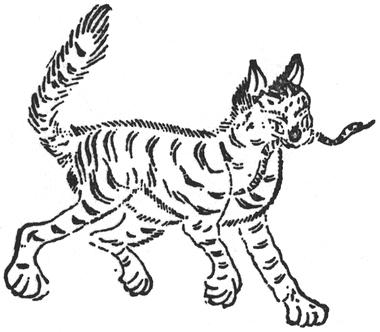
《산해경》의 텐구

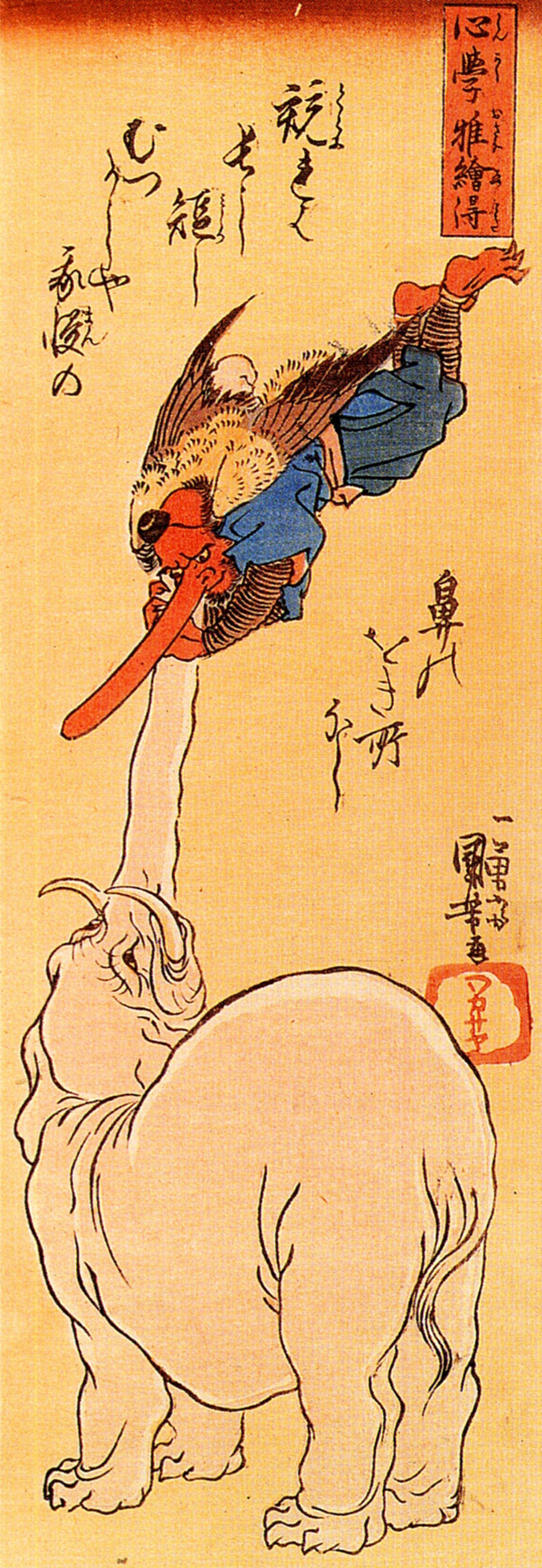
비행중인 텐구를 잡은 코끼리

텐구(일본어: 天狗 덴구[*])는 일본 전설에 등장하는 환산종으로서 인간을 마계로 인도하는 마물이다. 역사적으로는 고시라카와 천황의 별명이기도 하였다.

## 유래
본래 ‘텐구(天狗)’는 일본의 요괴로, 별똥별이나 혜성의 긴 꼬리의 모양으로부터 유추하여 생겨난 상상속의 동물이라고 한다.
일본에서 텐구라는 단어가 처음 등장한 것은 일본서기 조메이 9년 2월(637년)로서, '이상한 소리를 내며 하늘을 날아다니는 것'이란 기록이 그 처음이다. (지표면까지 도달한 별똥별의 일종으로 생각됨) 당시 사람들은 이 물체가 뭔지 몰라 어리둥절해했는데 24년 동안 당나라 유학을 마치고 돌아온 민이란 학승이 "이것은 별똥별이 아니라 텐구 아마기츠네이다"라고 말했다는 기록이 있다. 나라 시대부터 헤이안 시대에 걸친 텐구에 관한 기록은 중국 측의 천구(天狐)에 관한 기록(산해경)의 형상과 같아서 대부분 혜성이나 별똥별을 가리키는 기록으로 추측되고 있다.
그 후 구카이나 엔친 등이 일본에 밀교를 전파하면서 이것이 태장계 만다라에 배치되는 별 신앙과 연관되고, 다시 나라 시대부터 엔노 오즈누가 행하던 산악신앙과 결부되면서 가마쿠라 시대에 이르러 수험도의 수도승(야마부치)을 텐구로 부르게 되었다. 이것은 그 모습이나 수행법이 독특하여 기존의 종파에서 경멸하는 뜻으로 부르던 말이었다. 야마부치는 명예나 이익을 추구하는 거만하고 아집이 강한 사람으로서, 죽은 뒤 전생한 마계의 일종이라는 텐구도가 일부 상정되어 해석되었다. 한편, 민간에서는 평지에 사는 일반인들이 산악 지역을 이계(異界)로 보고 두려워하며, 그곳에서 일어나는 기괴한 현상을 텐구의 이미지와 결부시켰다. 여기에서 텐구를 산의 신으로 보려는 경향이 피어났으며, 지금도 여러 종류의 텐구를 가리켜 구힌, 산인, 산의 신 등으로 칭하는 지역이 존재하고 있다.
오늘날 일본에서 전형적인 텐구의 이미지
- 코가 길고 크며
- 불그스름한 얼굴
- 도사와 같은 복장을 하고 있으며,
- 게다를 신고,
- 부채를 들고 자유롭게 하늘을 날아다니면서 나쁜 짓을 꾸미고 다니는 요괴는 중세이래로 생겨난 것으로, 본래 텐구와는 직접적인 연관성이 떨어진다. 사실 그 당시 텐구의 모습은 일정하지 않았고, 대부분은 승려 모습이거나, 혹은 동자, 오니의 형태를 띠기도 하였다. 또한 하늘을 마음껏 난다는 것에서 매의 이미지를 연상하는 것도 많았다.[1] 게다가 비구니가 죽은 뒤 전생한 사람을 니덴구(尼天狗)라고 부르는 일도 있었다. 헤이안 시대 말기에 지어진 곤쟈쿠 이야기에는 하늘을 날아다니면서 사람에게 씌어 다카(鷹)라고 불리던 마물과 불교에서 얼굴은 텐구는 몸은 인간으로 한쌍의 날개를 가진 텐마(天魔)라고 부르는 마물 등 텐구의 설화가 다수 기재되어 있으며, 1296년에 제작된 두루마리 그림 《텐구조시》에는 그 모습이 묘사되어 있다. 또한 이 텐구조시에는 당시 고후쿠지나 도다이지 등 7대 사찰의 승려가 타락한 모습이 풍속화로서 그려져 있다. 이러한 덴구의 모습은 무로마치 시대에 지어진 것으로 보이는 《오토기조시[2]·텐구의 내막 》에서 구라마 사의 호법마왕존, 혹은 쿠라마 텐구의 모습이 그 초기 원형이며, 아마도 무로마치 시대 초기 이후에 변화된 것으로 보인다.

《헤이케 이야기》에서는 "사람이나 사람이 아니고, 새이지만 새가 아니고, 개이지만 개가 아니며, 손발은 사람, 머리는 개, 양옆에 날개가 달려 날고 걷는 것"이라 적혀있으며, 가마쿠라 시대에는 영력을 과시하는 천태종 승려들이 불교의 우월성을 증명하기 위한 표적이 되어, 천태종의 승려에게 도전하여 무참하게 패하고 돌아가는 덴구의 이야기가 《시해방회권(是害坊絵巻)》이라는 책을 시작으로 전해지게 된다. 또한 하야시 라잔의 《신사고(神社考)》〈텐구론〉, 히라타 아츠타네의 《고금요매고(古今妖魅考)》에는 교토시 가미교구에 존재하는 〈시라미네 신궁〉의 제신(祭神)인 황금매로 변한 스토쿠 천황, 긴 날개를 가진 사문(沙門)이 된 고토바 천황, 용차를 모는 고다이고 천황, 《태평기》에 등장하는 영혼이 텐구로 소개되어 있다.
텐구는 자만심이 센 요괴로서, 코가 높은 것이 그 상징이다. 이 때문에 ‘텐구가 되다’라는 관용어도 생겨났는데, 이것은 자만심이 센 사람에 대한 비유로 쓰인다. 중세 일본의 불교에는 불교의 육도(여섯가지 세계) 외에 텐구도(天狗道)라는 것이 있는데, 불법을 배웠기 때문에 지옥에는 떨어지지 않으나, 사악한 술수를 쓰기 때문에 극락에도 가지 못하는 무간지옥을 덴구도라고 불렀다.

## 텐구의 종류
앞서 말한 것처럼, 텐구가 성립한 배경에는 여러 가지 이야기가 있기 때문에, 그 종류나 모습도 가지각색이다. 일반적인 모습은 수도승의 모습으로, 그 얼굴은 붉고, 코가 크다. 날개가 있기 때문에 하늘을 마음대로 날 수도 있다. 이 중에 코가 큰 것을 〈오오텐구〉, 코가 뾰족한 것을 〈쇼텐구〉혹은 〈카라스텐구〉라고 한다.

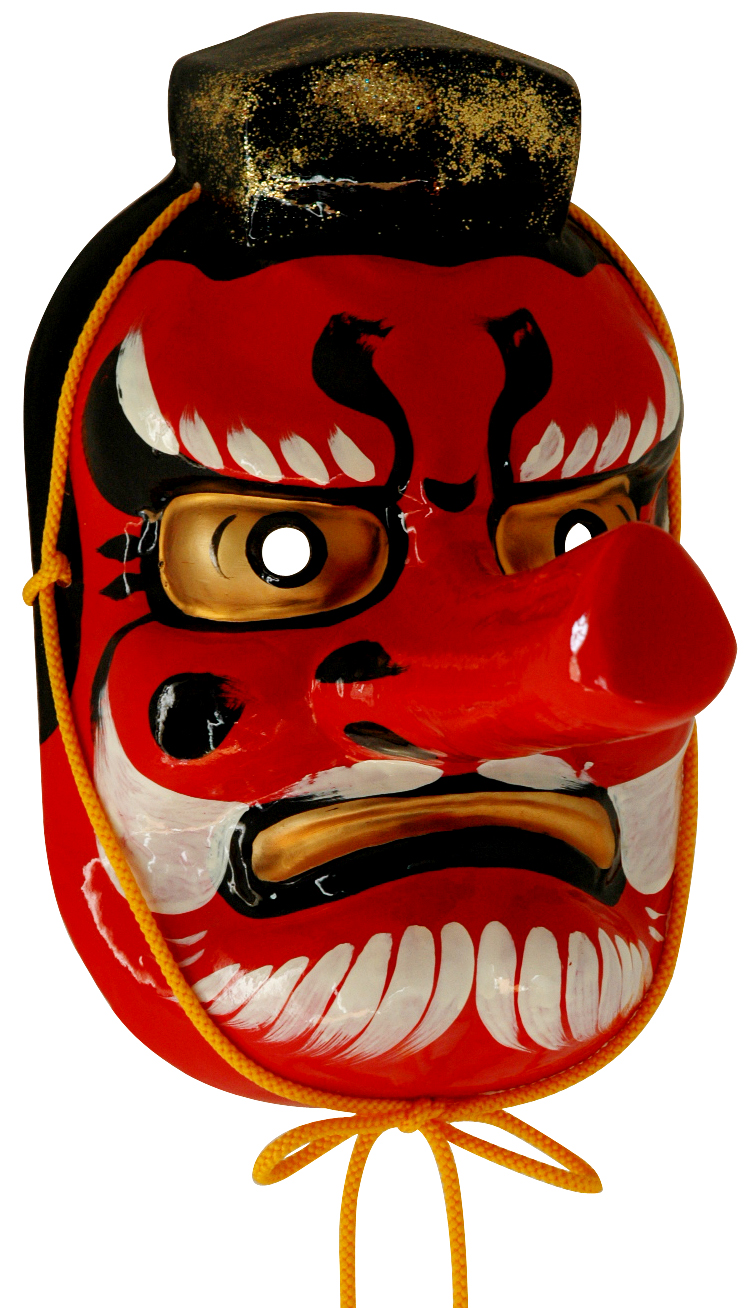
야마부치 덴구

종류로는, 텐구로 세상에 나타나 생을 다한 후 다시 사람의 몸을 얻으려는 〈텐마〉(불도의 수행을 방해하는 악), 자존심과 교만을 인연으로서 모이는 〈마연〉으로 해석하는 경우도 있다.
또한, 그 전승도 각지에 전해져 변한 것도 있다. 기이국에서는 야마부시와 비슷한 백의를 입고 자유자재로 하늘을 나는 〈공신〉, 나가노현 가미이나군에서는 〈하텐고〉라 하며, 이와테현 남부에서는 〈스네카〉, 북부에서는 〈나고미〉,〈나고미타쿠리〉라고 하는 정월 대보름에 게으름뱅이의 정강이에 생기는 화상 자국을 벗기러 나타나는 텐구 등이 전해지고 있다. 모습을 본 사람은 없지만, 5월 15일 달이 뜬 밤에 태평양에서 날아오는 〈안모〉도 그 종류이며, 이로리에만 붙어 있는 게으름뱅이 정강이에는 갈색 반점이 있기 때문에, 그 피부를 벗기러 온다고 한다. 또한, 허약한 어린아이를 구해주기 때문에, 병을 앓고 있는 어린이가 안모에게 낫게 해달라고 빌면 병이 낫는다고도 한다. 시즈오카현 오이강에는 《쇼코쿠 주민 이야기》에 〈사타이토리〉라는 별명으로, 얼굴은 사람을 닮고 정면에 눈이 있으며, 날개를 펴면 그 폭이 약 6척, 사람과 비슷한 용모와 크기에 부리를 가진 〈코노하텐구〉가 전해지고 있다. 이 코노하텐구는 심야에만 수면을 뛰어오르는 물고기를 잡아먹는다고 한다. 또한, 〈카라스텐구〉는 새의 부리와 날개를 가진 조류계 텐구로 유명하다. 유명한 제가이보텐구 등도 같은 종류로, 많은 두루마리 그림에 그 모습이 남아 있다. 비구니가 된 〈온나텐구〉나 이리 모습을 〈구힌〉이라는 덴구도 있다.

## 신으로서의 텐구
신으로 신앙의 대상이 되는 종류의 오오텐구는 이름이 붙어 있다. 아타고 산의 〈타로보〉, 구라마 산의 〈소죠보〉(쿠라마텐구), 히라 산의 〈지로보〉외에도, 히에이 산의 〈호쇼보〉, 히코 산의 〈부젠보〉, 쓰쿠바 산의 〈호인보〉, 오오 산의 〈호키보〉, 카츠라기 산의 〈다카마보〉, 다카오 산의 〈나이구보〉, 후지 산의 〈타로보〉, 고지키다이의 〈사누키보〉등이 알려져 있다. 시가현 다카시마시에서는 〈구힌산〉이라고 하며, 하늘을 날아다니며 마츠리를 구경했다고 한다. 다카시마 정 오미조에 불을 내러 갔으나 틈이 없어 실패하였다는 이야기가 전해지고 있다. 가고시마현 아마미오섬에서도 산에 사는 〈덴고누카미〉가 알려져 있으며, 목공이 신부를 맞이하기 위해 60량의 집을 하룻밤만에 만들어 짚으로 만든 인형에 숨결을 불어 넣어 사용하고, 이천 명을 산에, 이천 명을 바다로 돌려보냈다고 한다. 에히메현 이시즈치 산에서는 6살 남자아이가 산 정상에서 없어져 샅샅이 찾아보았으나 찾지 못하고 어쩔 수 없이 돌아가자 아이는 이미 집에 돌아와 있었다고 한다. 아이에게 물어보자, 산 정상의 사당 뒤에서 소변을 보는 중 새카만 어른이 나타나 아이를 나무라며 "돌려보내 줄 테니 눈을 감아"라고 말한 뒤 정신을 차려보니 자신의 집 뒷뜰에 서 있었다고 한다.

### 산신으로서의 텐구

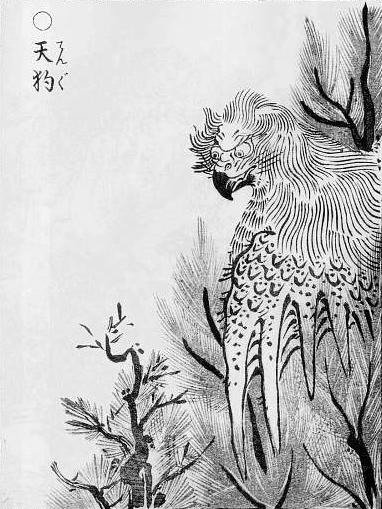
토리야마 세키엔《화도 백귀야행》의 텐구

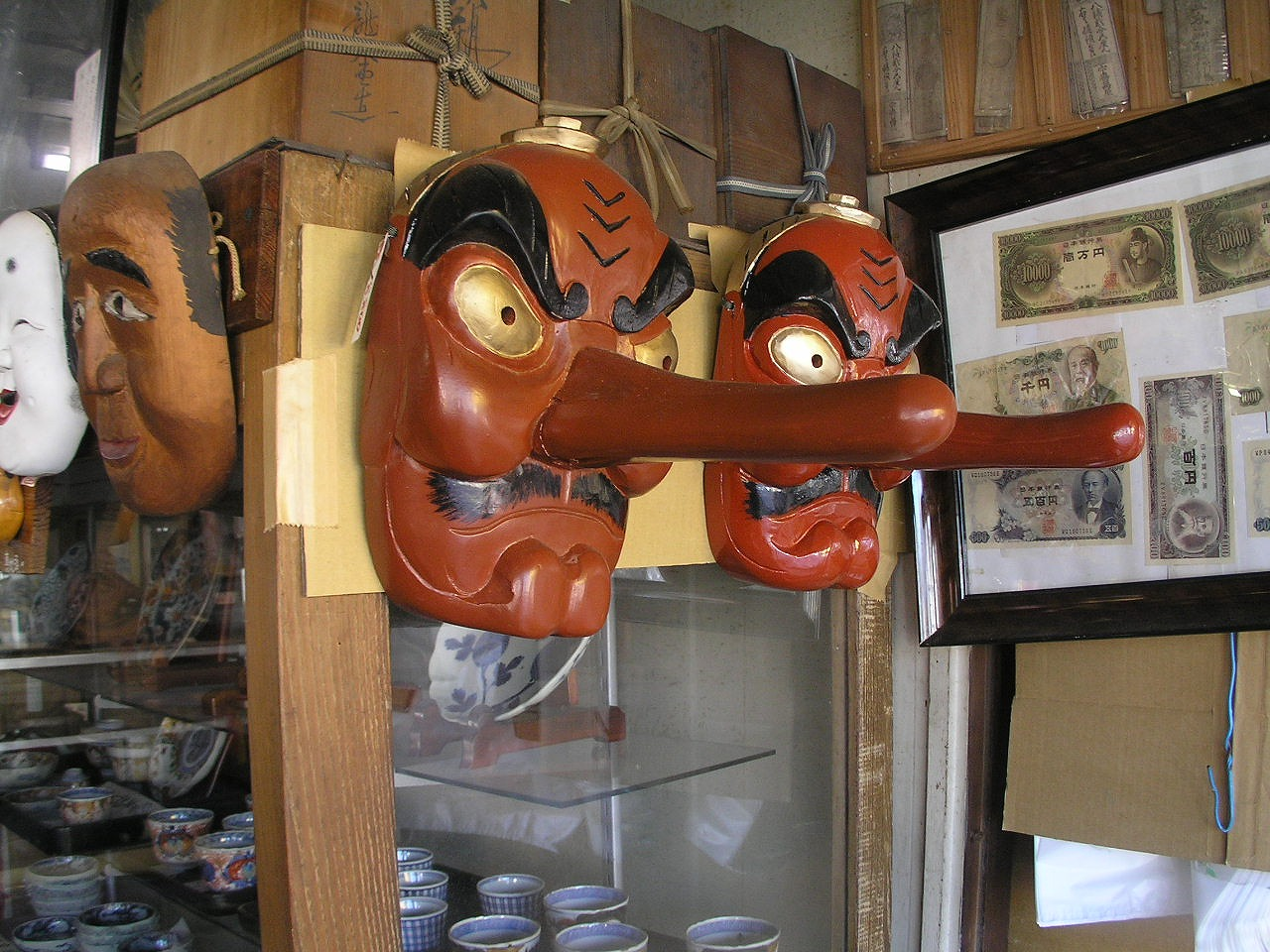
특산물로 자주 볼 수 있는 텐구 가면（칸나와 온천)

텐구는 때때로 빛나는 새로 그려져 타이마츠마루, 마엔이라고도 불렸다. 악령이 된 스토쿠 천황이 텐구의 왕으로서 황금매로 그려진 것은 이와 일맥상통한다. 산신으로 깊게 연관되어 있고, 영산으로 여겨지는 산에는 반드시 텐구가 존재한다고 믿어(그렇기 때문에 야마부시의 모습을 하고 있는 것으로 보인다.) 실제로 산신을 덴구(다이바)라 하는 지방도 많다. 현재도 야마가타현 모가미군의 전승으로 보이는 텐구는 백발 노인이다. 야마부시를 중심으로 하는 텐구 신앙은 민간 불교와 고대부터 이어지는 산악신앙과 결부된 것으로, 여러 덴구에 대한 전설은 산악 신앙의 깊이를 이야기하는 것이다.
야마가타 현에서는 울창한 산의 수풀 사이에 수십 평에 달하는 이끼가 덮힌 땅이나, 모래땅을 〈텐구의 씨름 땅〉이라 숭배하며, 가나가와현의 산촌에서는 밤중에 나무를 베거나 〈텐구 쓰러트리기〉(산속에서 큰 나무를 베는 쓰러트리는 일)와 같은 이상한 소리, 바람도 불지 않는데 산 속의 오두막이 흔들리는 일을 야마텐구의 짓으로 보고 있다. 총을 세번 쏘면 이런 이상한 소리가 난다는 설도 있다. 그 외에, 군마현 도네군에서는 어디선가 갑자기 웃음소리가 들리고, 신경쓰지 않고 가면 더욱 큰 소리로 웃는다던가, 이번에는 이쪽에서 웃으면, 전보다 더 큰 소리로 웃는다는 〈텐구 와라이〉, 산길을 가고 있으면 갑자기 거센 바람이 불고 산이 울리며 큰 돌이 날아온다는 〈텐구 츠부테〉(이 길은 텐구가 지나가는 길이라서), 〈텐구 밭〉,〈텐구의 손톱깎이 돌〉, 〈텐구의 산〉, 〈텐구 골짜기〉등 텐구가 사는 장소, 즉 〈텐구의 영지〉, 〈구힌의 거주지〉전승이 있다. 가나자와시의 번화가 오와리마치에서는 호레키 5년(1755)에 《텐구 츠부테》가 일어났다고 한다. 시즈오카현의 오가사 산에서는 여름에 산속에서 가부키의 반주 소리가 들린다는 〈텐구 하야시〉가 있으며, 이는 오가사 신사의 텐구 짓이라고 한다. 사도가섬니가타현 사도시）에도 이와 같은 〈산신악〉(山神楽)이란 것이 있고, 산속에서 신악같은 소리가 들려오는 이상한 현상을 텐구의 짓으로 여기고 있다. 기후현 이비군 도쿠야마 마을（지금의 이비가와정）에서는 산에서 태고(太鼓) 소리같은 소리가 들리면 비가 내리려는 전조라며 이를 〈텐구 태고〉라 한다.
또한, 밤중에 불을 붙여 날린다는 〈덴구의 불〉 이야기가 있다. 가나가와현 쓰쿠이 군 우치고 마을에는 한밤중에 강에 물고기를 잡으러 가면 캄캄한 어둠 속을 커다란 불덩이가 굴러다닌다고 한다. 강가의 자갈밭 돌 위에 잡은 물고기를 깨끗이 씻어 공양하면, 불덩이가 구르는 것을 멈춘다고 한다. 또한, 투망을 치러 가면 모습은 보이지 않지만, 그 앞에 투망을 친 것이 있다고 한다. 이 외에도 많은 사람의 목소리나 횃불은 보이지만 아무도 없다는 이야기 등이 있으며, 이를 〈가와 텐구〉라 하고, 가와 텐구와 반대로 산에 사는 덴구를 〈야마 텐구〉라고 한다.
〈텐구의 흔들기〉라는 이야기도 있다. 오두막의 솥걸이를 흔들거나, 오두막 전체를 덜컹덜컹 흔들며 결국에는 사람들이 살고 있는 집까지 흔든다는 것이다. 사이타마현 히키군에서는 텐구가 집을 흔드는 것은 놀라운 일이 아니며, 유미타치 산 근처의 산 입구에서는 밤에 오두막을 흔드는 사람이 나타나 창문으로 슬쩍 엿보니 덩치 큰 붉은 얼굴의 남자가 있어 놀라 산신령에게 빌며 밤을 새웠다는 이야기가 전해지고 있다.
특히 새처럼 자유롭게 하늘을 나는 텐구가 산다거나, 걸터앉으면 말을 거는 텐구 소나무(혹은 삼나무)의 전승은 일본 각지에 퍼져있으며, 이는 야마부시의 산악신앙과 텐구의 상성관계를 나타내는 좋은 예이다. 텐구가 수목에 산다는 것은 산신령이 수목에 깃들어 있다는 믿음에서 비롯된 것으로 볼 수 있다. 이러한 나무 주변에서는 텐구의 날개소리가 들리거나, 바람이 윙윙거리면서 분다고 한다. 바람이 소리를 내며 부는 것은 덴구의 목소리라고 여겼었다. 아이치현 호이 군에 있는 큰 소나무의 줄기에는 텐구의 둥지라고 불리는 큰 구멍이 있으며 실제로 덴구를 보았다는 사람도 있다고 전해진다. 또한 사이타마현 고다마군에서는 어떤 사람이 덴구의 소나무를 베려 했으나 가지가 떨어져 큰 부상을 당하였는데 이는 텐구가 발로 찬 것이라는 이야기다. 덴구의 나무라 불리는 수목은 가지가 큰 거목이거나, 가지가 두 개로 갈라져 창문형태가 된 것, 가지가 코브라 모양을 한 것 등 현저하게 다르게 생긴 나무가 많다.
민속학자 하야카와 코타로의 《미스요코 산 이야기》에 의하면 아이치현 기타시타라군 도고마을의 목수가 동료 8명과 함께 오두막에 있을 때, 한 밤중에 술을 마시며 석유통을 두드리고 난리법석을 떨었다. 그러자 산 위에서 돌을 날아오고, 바위가 구르고, 오두막이 흔들리고, 불덩이가 날아다니고, 주위의 나무가 쓰러지는 소리가 났다. 일행은 취기가 사라지고 서로 껴안으며 죽은 줄로만 알았다고 한다. 그러나 날이 밝자 나무는 한 그루도 쓰러져 있지 않았고 이는 텐구의 악행이었다고 한다. 이 이야기에는 〈텐구 쓰러트리기〉,〈텐구 츠부테〉,〈텐구의 불〉,〈텐구의 흔들기〉가 한번에 나타나 흥미롭다고 볼 수 있다. 이러한 이야기는 큰 체구의 텐구 짓으로 여겨지는 대표적인 것으로 일본 전역에 조금씩 변형된 이야기가 전해지고 있다.

### 텐구와 사루타히코
고사기·일본서기 등에 등장하며, 천손강림 시 안내역을 맡았던 아마츠신의 사루타히코는 길고 큰 코를 가진 모습으로 묘사되어, 일반적인 텐구의 이미지와 혼동되어 동일한 것으로 보는 경우도 많다.
제례에서 사루타히코 역으로 분장할 때는, 텐구의 가면을 쓴 모습으로 표현하는 것이 통례이다.

## 등장 작품
- 택틱스 (키노시타 사쿠라와 히가시야마 카즈코의 만화)
- 동네에서 소문난 텐구의 아이(이와모토 나오의 만화)
- 카라스텐구 카부토(테라사와 부이치의 역사 판타지)
- 카라스텐구 샤메이마루 아야(동방 프로젝트[게임])
- 백랑텐구 이누바시리 모미지(동방 프로젝트[게임])
- 카라스텐구 히메카이도 하타테(동방 프로젝트[게임])
- 카라스텐구 이즈나마루 메구무(동방 프로젝트[게임])
- 한밤중의 오컬트 공무원(타모츠 요코의 만화)

### 애니메이션
- 명탐정 코난: 진홍의 수학여행